# Match Moscou versus Londres (xadrez de gelo)
O Match Moscou versus Londres foi uma partida de xadrez disputada entre as cidades de Moscou e Londres em 11 de janeiro de 2007 em um gigantesco tabuleiro com enormes peças e peões esculpidos em gelo.

## A Partida
- Moscou versus Londres (Abertura Italiana, Defesa dos Dois Cavalos)

1.e4 e5 2.Cf3 Cc6 3.Bc4 Cf6 4.Cg5 Bc5 5.Bxf7+ Re7 6.Bd5 d6 7.O-O Bg4 8.De1 Cxd5 9.exd5 Cd4 10.c3 Ce2+ 11.Rh1 h6 12.Ce4 Bb6 13.f3 Cxc1 14.fxg4 Cd3 15.Dg3 Cf4 16.d4 g5 17.Cbd2 Dg8 18.dxe5 dxe5 19.c4 Bd4 20.Db3 Dg6 21.Dxb7 Db6 22.d6+ Rd7 23.Dxc7+ Dxc7 24.dxc7 Rxc7 25.Tab1 Thf8 26.Cf3 Tad8 27.b4 Ce2 28.c5 Tf4 29.Cd6 Txg4 30.Cxd4 exd4 31.Tf7+ Rc6 32.Txa7 d3 33.Ta3 Td4 34.b5+ Rd5 35.Td1 d2 36.Cf5 Rxc5 37.Cxd4 1/2-1/2